# Raducz
Raducz es una villa polaca, con una población de 30 habitantes en el año 2004. Está situada en el centro del país, 75 km al Suroeste de la capital, Varsovia. Se encuentra en el voivodato de Łódź. 
Esta villa fue fundada en el siglo XVIII. 